# Agyagosszergény, Győr-Moson-Sopron
Agyagosszergény  este un sat în districtul Sopron, județul Győr-Moson-Sopron, Ungaria, având o populație de 923 de locuitori (2011). 

## Demografie
Componența etnică a satului Agyagosszergény
     Maghiari (98,21%)
     Germani (1,44%)
     Necunoscut (0,36%)
     Alții (0,36%)
Componența confesională a satului Agyagosszergény
     Romano-catolici (78,33%)
     Fără religie (3,36%)
     Necunoscută (17,23%)
     Alte religii (1,52%)
Conform recensământului din 2011, satul Agyagosszergény avea 923 de locuitori. Din punct de vedere etnic, majoritatea locuitorilor (98,21%) erau maghiari, cu o minoritate de germani (1,44%). Apartenența etnică nu este cunoscută în cazul a 0,36% din locuitori.  Din punct de vedere confesional, majoritatea locuitorilor (78,33%) erau romano-catolici, cu o minoritate de persoane fără religie (3,36%). Pentru 17,23% din locuitori nu este cunoscută apartenența confesională.